# Ada Linde
Ada Linde, född 1866, död 1966, var en svensk fotograf.
Hon blev den första kvinnliga fotografen med egen ateljé i Arboga. Hon övertog 1895 Björklunds ateljé, som blev A. Lindes Atelier.